# Katja Kerschgens
Katja Kerschgens (* 29. November 1969 in Köln) ist eine deutsche freischaffende Künstlerin, zuvor war sie Rhetorik- und Schlagfertigkeitstrainerin.

## Leben
Kerschgens machte einen Magisterabschluss in Germanistik mit den Nebenfächern Sprachwissenschaft und Phonetik an der Universität zu Köln. Sie arbeitete hauptberuflich als Pressereferentin bei der Carl-Duisberg-Gesellschaft, 1993 bis 2001 nebenberuflich als Redakteurin bei Sticks und 2000 bis 2009 bei dem Medienfachmagazin „Medien Bulletin“. 2001 machte sie sich mit dem Kommunikationsservice KKKom selbstständig.
Kerschgens bot Seminare und Coachings hauptsächlich zu den Themen Rhetorik und Schlagfertigkeit an. Sie schrieb verschiedene Bücher, darunter Fachbücher genauso wie Romane, hielt Vorträge und startete einen Podcast.
Kerschgens war politisch und ehrenamtlich engagiert als Mitglied im Verbandsgemeinderat Adenau und im Kreistag Ahrweiler sowie als Vorstandsmitglied des Fördervereins mein badenova e.V. Sie lebt in der Hocheifel.
Seit dem Frühjahr 2022 ist sie freischaffende Künstlerin. Ihre Arbeiten sollen ihren Optimismus im Umgang mit ihren körperlichen Einschränkungen durch Multiple Sklerose widerspiegeln, die 1994 bei ihr diagnostiziert wurde.

## Schriften
- Einfach kann ja jeder: Entdecke das TROTZDEM in deinem Leben. 2017, Edition Forsbach, ISBN 978-3-95904-035-8
- Hilfe, jetzt habe ich auch noch Erfolg: Wieder ein Roman über die anderen. 2017, BoD, ISBN 978-3-7448-9595-8
- Hilfe, mich liebt ein Traummann: Noch ein Roman über die anderen. 2015, BoD, ISBN 978-3-7386-2625-4
- Hilfe, ich hatte eine glückliche Kindheit: Ein Roman über die anderen. 2015, BoD, ISBN 978-3-7347-7042-5
- 30 Minuten – Die geschliffene Rede. 2013, Gabal Verlag, ISBN 978-3-86936-490-2
- Reden straffen statt Zuhörer strafen – Mit Operation Zwille zu kurzweiligen Reden. 2011, Gabal Verlag, ISBN 978-3-86936-187-1
- Der Neunte Kontinent – Machtwechsel. Roman, 2009, essencia Verlag, ISBN 978-3-86879-003-0
- Ein Jahr an der Ahr – Landfrauen-Rezepte von Blankenheim bis Sinzig. 2005, Gaasterland Verlag, ISBN 3-935873-10-7 (Herausgeberin Katja Kerschgens)
- Geliebte Eifelbilder – Das Adenauer Land am Nürburgring. 2004, ISBN 3-9804818-7-5